# ディリオン・スニード
ディリオン・スニード（Dillion Sneed, 1984年7月23日-）は、アメリカ合衆国の元プロバスケットボール選手。イリノイ州出身。現役時代のポジションはパワーフォワード兼センター。
琉球ゴールデンキングスがbjリーグ時代の2011-12シーズンに優勝した際のメンバーのひとり。また2012-13シーズンにはbjリーグオールスターゲームのメンバーに選出された。

## 来歴
東テネシー州立大学卒業後にプロ選手となり、韓国、アルジェリア、フランスのチームに所属した後、2010-11シーズン途中の2011年2月1日に琉球ゴールデンキングスと契約。同シーズンの優勝に貢献した。シーズン終了後に琉球を退団してポルトガルでプレーをした後、2011-12シーズン途中の2012年1月6日に琉球に復帰し、同シーズン終了まで在籍。
2012-13シーズンは岩手ビッグブルズに移籍し、10月19日〜21日開催週の週間MVPに選出された。2013-14シーズンは大阪エヴェッサと契約したが、シーズン途中の2013年1月27日に契約解除。3日後の1月30日に群馬クレインサンダーズと契約し、シーズン終了まで在籍した。その後仙台89ERSと契約。しかし、開幕戦を前に椎間板ヘルニアを発症。球団は早期の復帰を見込めないと判断し開幕戦終了後に契約解除となった。
2015年4月、アルゼンチンのボカ・ジュニアーズと契約した。シーズン終盤の契約であったこともあり、出場試合数は10試合に留まった。
2015年11月、NBL・西宮ストークスに加入。シーズン終了まで在籍した。